# 胸腕筋
胸腕筋（きょうわんきん、英語: muscles of the pectoral region）は胸部の筋肉のうち、胸郭外側面にある筋肉の総称。胸腕筋は浅胸筋とも呼ばれ、胸部の皮膚のすぐ下層に位置し、主として上肢の運動をつかさどる筋群である。
胸腕筋に属する筋は、大胸筋、小胸筋、鎖骨下筋、前鋸筋である。